# ولیا مدا
ولیا مدا (بوسنیایی: Velja Međa) یک زیستگاه انسانی در بوسنی و هرزگوین است که در Ravno واقع شده‌است.

## خصوصیات
ولجا مدا ۷۷ نفر جمعیت دارد.